# Emp'ACT
 (mai 2012).
Si vous disposez d'ouvrages ou d'articles de référence ou si vous connaissez des sites web de qualité traitant du thème abordé ici, merci de compléter l'article en donnant les références utiles à sa vérifiabilité et en les liant à la section « Notes et références ».
 (mars 2023).
emp'ACT (ancien Genève Tiers-Monde - GeTM) est une association de solidarité, basée à Genève. Organisation non gouvernementale, fondée en 1983, elle soutient des initiatives d’aide au développement dans des pays du Sud.
En 2023, emp'ACT soutient des projets en Colombie, au Pérou et au Togo[source secondaire souhaitée] afin de promouvoir le développement durable, la justice environnementale et l'accès à l'eau, les droits et l’empowerment des femmes, ainsi que la souveraineté alimentaire et énergétique[source secondaire souhaitée]. Les projets sont pilotés à Genève, en partenariat avec des associations locales sur le terrain[source secondaire souhaitée].
A Genève, l’association effectue aussi un travail de sensibilisation auprès de la population et des élus politiques sur les problématiques de développement que rencontrent les pays les plus défavorisés.

## Historique
emp'ACT est fondée le 12 décembre 1983, à la suite du refus du 26 septembre 1982 par le peuple genevois de l’initiative populaire « 0.7-pour la création d’un fonds cantonal d’aide au développement »[source insuffisante]. L’idée fondatrice est de rassembler la population genevoise autour des difficultés que rencontrent les populations des pays les plus défavorisés et d’assurer des actions concrètes au plus près de la population de ces pays. L’association est neutre du point de vue confessionnel et politique et ne poursuit pas de but lucratif.
Depuis sa création, l’association est membre de la Fédération Genevoise de Coopération, qui étudie et sélectionne les projets de développement présentés par les associations membres en vue de leur financement par l’État de Genève, la ville de Genève, les communes du canton et par la Direction du Développement et de la Coopération. 
À ses débuts, emp'ACT soutenait des petits projets dans toutes les régions du monde[source secondaire souhaitée]. 
En 2022, réunis en assemblée générale, les membres de l'association ont accepté de la rebaptiser « emp’ACT ».

## Mission
emp'ACT soutient des initiatives locales favorisant l’accès durable et effectif des groupes marginalisés aux droits économiques, sociaux et culturels. Elle inscrit son action dans une coopération intimement liée aux valeurs de solidarité internationale, où respect des droits humains universels, développement durable et coopération au développement sont indissociables. 

## Domaines d’intervention
Ses domaines d’action sont la justice environnementale et l'accès à l'eau, les droits et l'empowerment[Quoi ?] des femmes et la souveraineté alimentaire et énergétique[source secondaire souhaitée].

## Actions à Genève
emp'ACT mène une action publique dans le canton de Genève. Elle s’est ainsi engagée en faveur de l’inscription dans la loi de l’attribution du 0,7 % du budget annuel de fonctionnement de l’État genevois à la solidarité internationale en 2001. 
Régulièrement, l’association met en place des événements pour aller à la rencontre de la population genevoise[source secondaire souhaitée]. Elle propose aussi depuis 2008 des formations sur la coopération au développement, adressées aux élus locaux[source secondaire souhaitée].